# ハル・ヤマノウチ
ハル・ヤマノウチ（1946年4月20日 - ）は、日本出身のイタリアの俳優、声優、振付師、翻訳家、エッセイスト。本名は山内 春彦（やまのうち はるひこ）。帰化しており、国籍はイタリア。

## 来歴

### 日本からヨーロッパへ
祖父・山内秋生は福島県只見町出身の童話作家で、少年文学研究会の創立に参加、童話作家協会結成を発起、1963年に日本児童文芸協会から第5回児童文化功労者として表彰された。
春彦は東京都葛飾区小菅で少年時代を過ごし、高校時代を新潟県で過ごして新潟県立新潟高等学校を卒業した。東京外国語大学英米科の頃に演劇を始め、マイム・前衛演出家の及川広信や劇作家・演出家の安部良などに学んだ。卒業後イギリスに渡り、1971年に打楽器奏者ツトム・ヤマシタが立ち上げた劇団「レッド・ブッダ・シアター」に加わって、マイムとしてロンドン、イギリス巡演、ヨーロッパ巡演に加わった。1975年からイタリアに定住して、現地のアナウンサーと結婚し、2人の息子に恵まれた。

### イタリアでの演劇活動
折しも1970年代にヨーロッパにマイムのブームが起こり、国際マイム・フェスティヴァルがイタリアの各地で催されたり、マイムとしてテレビの子供番組やヴァラエティ番組にレギュラーで出演する機会を得た。フジテレビの取材番組『ドキュメント日本人』は『マカロニマイム親子鷹』と題して、この頃のヤマノウチの活動を紹介した。1970年代から1980年代にかけてのイタリアでの小劇場のブーム、1980年代にはダンスのブームが起こったのに便乗して身体表現の分野で様々な活動を展開し、ローマの演劇アカデミーを初めとする各地の演劇学校で身体表現を指導した。彼の訓練メソッドはヨガ、太極拳、気功、 整体や活元運動、バイオエナージェティックスなどを取り入れて、俳優訓練を通じていかに自分の体を管理出来るかを主要な関心とし、演技が俳優の心理や生理に及ぼす影響とそれをいかに消化するかに常に注意を払った。この頃の演劇教育のメソッドと活動については、大学の卒業論文が2つ書かれている。 
振り付け家としてはヴェローナのアレーナ劇場、ローマのオペラ座、ナポリのサン・カルロ劇場などで、モンタルド、ロンコーニ、ジャッキエリ、ボロニーニ、マウリ、コベッリなどの演出家と、オペラでは『トゥーランドット』『蝶々夫人』『アッティラ』『マクベス』など、演劇ではシェイクスピアの『リア王』『あらし』『真夏の夜の夢』、モリエールの『女房学校』、コルネイユの『舞台は夢』、ゴルドーニの『コーヒー店』、ピランデッロの『ヘンリー四世』などを手がけた。
1992年にはヴェローナのアレーナ劇場の東京公演、代々木体育館でのアサヒ・スーパー・オペラ 『トゥーランドット』に振り付け・マイムとして加わった。舞台俳優としては、ナポリのベッリーニ劇団の『あらし』でのアリエル役は、イタリア中を4年にわたって巡演、上演回数は合計300回を越える。

### 映画出演
1980年代後半にイタリアでB級のポスト・アトミック・アクションやアドベンチャー映画が盛んに造られた時、ジョー・ダマト監督の『近未来戦士テキサス2020年』や『核戦士シャノン』、セルジョ・マルティーノ監督の『サイボーグ・ハンター ニューヨーク2019』、ルチオ・フルチ監督の『未来帝国ローマ』、ルッジェロ・デオダート監督の『快傑ローン・ランナー』、イタリアでソード&サンダル映画が復活するきっかけとなったマッシモ・タランティーニ監督の『狂戦士サングラール』など、カルト映画となったものに立て続けに出演した。イタリア人は「ハル」を「アル」と発音するため、「アル・ヤマノウチ」としてこの種の映画のファンに知られた。
その後の映画出演は、イタリア映画祭で上映されたアドリアーノ・チェレンターノ監督のミュージカル『ジョーン・ルイ』での悪魔の役、ガブリエレ・サルヴァトレス監督の『ニルヴァーナ』で主人公を追跡する心理コンサルタントの役、ダニエレ・チーニ監督の『ラースト・フード』では準主役の日本人コックの役など、40本余りのイタリア映画、10本余りのアメリカ映画に出演した。
日本人以外の役柄としては、伊西米仏合作のテレビ映画『クリストファー・コロンブス』（Cristoforo Colombo, 1985年）でのインディオスの酋長グアカナボ、米伊合作のテレビ映画『ジンギス・カン』（Genghis Khan, 1992年）のスボダイ将軍、2010年のイタリア映画『ゴルバチョフ』、2011年のイタリア映画 "Tutti al mare" では中国人の役、アメリカ映画では『プッシュ 光と闇の能力者』（Push, 2010年）のポップファーザー役、ピーター・ウィアー監督の "The Way Back"（2011年）のチベット官吏の役などがある。
ヤマノウチ主演で2人の若いイタリア人が監督した『晩夏』（2010年）ではヨーロッパで長く暮らしたジャーナリストが帰省して、変貌したようで変わらない日本を見て回る。ヴェネツィア国際映画祭に参加、アルバニアのティラナ映画祭では観客賞を得た。
イタリア語への吹き替えでは、『ラスト サムライ』でシレネッタ賞を受賞して以来、『インセプション』などで渡辺謙の声を担当した。他に『優雅なハリネズミ』の井川東吾、『シルク』の役所広司の声など。

### 翻訳と執筆活動
イタリア在住37年のうちにイタリア語に通じて、日本語とイタリア語の間での翻訳に携わり、溝口健二、小津安二郎、鈴木清順、大島渚、今村昌平、黒沢清の映画、宮崎駿のDVDスペシャルを、国営テレビの深夜の映画番組 "Fuori Orario" やその他の配給会社のためにイタリア語に訳したり、イタリア映画をイタリア映画祭などのために日本語に訳したりもしている。単行本ではレオ・ザガミ『イルミナーティは告白する 世界中枢デンジャラスゾーン 陰謀実行機関の実態とそのシナリオ』(ヒカルランド)の邦訳、孫俊清『老子の道徳経』(Edizione Mediterranee)の伊訳など。
エッセイストとして、イタリアで発刊される日本語の月刊誌『COMEVA』に『狡い奴崇拝に挑んだイタリア人たち』や『イタリア人の間でモラルに餓える』のようなイタリアの社会ドラマを物語る記事を連載している。『日本人とイタリア人、どう考え、どう感じる』では、遠くて近い二つの文化と、互いに惹かれ合う二つの国民性を比較したエッセイを連載中である。丸善が発刊準備中の『イタリア文化事典』への執筆なども行っている。

## 出演作品

### 映画
- Fantozzi（L. Salci, 1975年） 日本人ウェイター
- Frittata all'Italiana（C. A. Brescia, 1976年） 召使い
- Emanuelle e gli ultimi cannibali（J. DAmato 1977年） ガイド
- Grand Hotel Des Palmes（M. Perlini, 1978年、カンヌ映画祭参加） アルター・エゴ
- Gardenia, il giustiziere del mal（D. Paolella, 1979年） 麻薬運び人
- L’ultimo cacciatore（A. Margheriti, 1980年、英題：Hunter of the Apocalypse, 邦題『戦場の謝肉祭』)
- Sono fotogenico（D. Risi, 1980年、英題：I'm photogenic） 召使い
- Bingo Bongo（P. F. Campanile, 1982年） 板前
- Anno 2020 I gladiatori del futuro（J. DAmato, 1982年、英題：Texus Gladiators, 邦題『近未来戦士テキサス2020年』) レッド・ウルフ
- Sangraal, la spada di fuoco（M. Tarantini, 1983年、英題：Barbarian Master，邦題『狂戦士サングラール』) ワン
- Endgame-Bronx lotta finale（J. DAmato, 1983年、邦題『核戦士シャノン』)  ニンジャ
- I paladini storia darmi e damori（G. Battiato, 1983年、英題：Hearts and Armour, 邦題『ハーツ・アンド・アーマー』) モンゴル
- Dopo la caduta di New-York（S. Martino, 1983年、英題：After the Fall of New York, 邦題『サイボーグ ハンター ニューヨーク2019』） ラット・キング
- I Guerrieri dell'anno 2072（L. Fulci, 1984年、英題：The New Gladiators, 邦題『未来帝国ローマ』） アキラ
- アドリアーノ・チェレンターノ（Adriano Celentano）監督のミュージカル『ジョーン・ルイ』(Joan Lui, 1986年、東京でのイタリア映画週間でも上映された） 悪魔の化身、ヤラク。
- Per un pugno di diamanti（R. Deodato, 1986年、英題：Lone Runner, 邦題『快傑ローン・ランナー』） ニムブス
- Interzone（Deran Serafian, 1987年） ニンジャ
- Anche lei fumava il sigaro（A. Di Robilant, 1986年） 盲のボンゴ
- Sette kili in sette giorni（Luca Verdone, 1986年） 執事
- Sotto il ristorante cinese（B. Bozzetto, 1987年、英題：Under the Chinese Restaurant, 邦題『タイム・スプラッシュ・ガール/楽園から来た裸足の天使』） 中国人コック
- Un delitto poco comune（R. Deodato, 1988年、邦題『ヘルバランス』） 剣道師範
- Il treno di panna（A. De Carlo, 1988年） ウェイター、河野
- La partita（C. Vanzina, 1988年 米伊合作、英題：Gamble) フェイ・ダナウェイ扮する公爵夫人の執事
- La casa delle anime erranti（U. Lenzi, 1989年、英題：House of Lost Souls） ラマ僧の幽霊
- Bangkok solo andata（F. Lori, 1989年） タイ人将校
- Blue dolphin（児童映画、G. Moser, 1990年） サムライ
- Robojox（M. Gordon, 1990年 アメリカ映画、邦題『ロボジョックス』） 実習生
- L'orso chiamato Arturo（S. Martino, 1992年、英題：A Bear Called Arthur） 日本人ギャング、大西
- I magi randagi （S. Citti, 1996年） 日本人アナウンサー
- Il Tocco:la sfida（Enrico Colletti, 1997年 西伊合作、英題：The Cuemaster） フランコ・ネロのライヴァル香港人のビリアード・プレーヤー
- ガブリエレ・サルヴァトレス（Gabiriele Salvatores）監督の『ニルヴァーナ』（Nirvana, 1997年） 主人公を追跡する心理コンサルタント
- Quando le formiche attraversano strada（G. Gaudini, 1998年） 日本人観光客
- Tutti gli uomini del deficiente（P. Costella, 1999年） 日本人社長
- Il pesce innamorato（L. Pieraccioni, 1999年） タイの領事
- Incontro di primavera（A. Brasi, 未公開） 中国人書道家ファン・ピー
- Tutta la conoscenza del mondo（E. Pagliero, 2001年） グールーの一番弟子
- Medicina, l Misteri（F. Brocani, 2003年） 日本人写真家
- Movimenti（S. Murri と C.Fausti, 2003年） 日本人作家
- ダニエレ・チーニ（Daniele Cini）監督のイタリア映画『ラースト・フード』（Last Food, 2003年） 準主役、コックの高野。墜落した飛行機で生き残った彼とフランス人実業家グルマンが山野をさまよいながら友情と反発を強めて行く。
- ジンギス・カーン（Genghis Khan, Ken Anakin と Antonio Margheriti, 2004年） スボダイ将軍
1995年に西アジアと中国に半年にわたるロケを敢行した。
- ウェス・アンダーソン（Wes Anderson）監督『ライフ・アクアティック』（Life Acquatic, 2004年 アメリカ映画） フィリピン海賊の頭
- Tutte le donne della mia vita（S. Izzo 2007年) 「酒」と呼ばれるコック
- Questa notte è ancora nostra（L. Maniero と P. Genovese, 2007年） 中国人ラオ・ウアング
- La rabbia（L. Nero, 2008年） 中国の詩人
- PUSH 光と闇の能力者 Push （2009年 アメリカ映画） ポップファーザー
- Il polvere（A. Si Somma, 2010) プッシャー
- Gorbaciof（S. Incerti, 2010年、カンヌ映画祭参加） リラの父親
- ウェイバック -脱出6500km- The Way Back（2010年 アメリカ映画） チベット人官吏
- Tutti al mare（M. Cerami, 2011年） クンフーと呼ばれる中国人のマッサージ師
- ウルヴァリン:SAMURAI The Wolverine（2013年） ヤシダ

### テレビ映画
- Il caso Ettore Grande（R. Tortola / RAI国営放送） シャム警察の捜査官
- Atelier（V. Molinari / RAI国営放送）
- Europa Connection - エピソード「改悛者」で日本人のテロリスト
- アルベルト・ラトゥアダ（Alberto Lattuada）監督『クリストファー・コロンブス』（多国合作米国テレビ映画 / RAI 1985年） ヒスパニアの酋長グアカナボ
- Tutti in Palestra（V. De Sisti / Mediaset 1 1987年） 空手の老先生ヒロシ
- L'isola del tesoro（A. Margheriti / RAI国営放送 + 西ドイツ 1987年、英題：Treasure Island in Outer Space） スペース海賊
- Una casa a Roma（B. Contini / RAI 1988年） ビジネスマン、中村
- Sinbad of the Seven Seas（E. Castellari, 1989年 米伊合作） サムライ
- L'elefante Bianco（G. Albano / RAI 仏独伊合作 1998年） 悪大臣ロー・ヤン
- イタリアRAIテレビ映画シリーズ『イル・マスティーノ』（Il Mastino, F. Laudadio, 1998年） - エピソード「上海から来た男」のゲスト主演で「上海から来た男」パオ・チェン
- Ombre（C.Torrini / Mediaset 1999年 独伊合作） 伯爵夫人の執事
- L’Impero（L. Bava / Mediaset 2000年、英題：Human Currency） 中国マフィア
- イタリアRAIテレビ映画シリーズ Don Matteo（A. Jacchia / RAI国営放送 2001年） フィリピンのビジネスマン、グウエルモ・リヴァローラ
- シリーズ Incantesimo（T. Shaman / Mediaset TV 2002年） 中国人医師
- Chiaroscuro（T. Sherman / RAI 2003年） マンダリーノとあだ名される中国人
- マイク・ニコルス（Mike Nichols）監督『エンジェルス・イン・アメリカ』（米国HBOテレビ、2003年） 「アジアの天使」
- シリーズ Ispettore Coliandro（Manetti Brothers, 2004年） 中国マフィア、ルー・ヤン
- シリーズ La moglie cinese（A. Grimaldi / RAI, 2004年） 中国マフィア、ラオ・シャオ
- シリーズ Squadra（L. Libuoli / RAI, 2005年） ナポリの中国人社会を仕切るイェー・マン・ズー
- シリーズ Intelligence（A. Sweet / Mediaset 2009年） 日本人麻薬ギャング
- シリーズ Il commissario Rex（Marco Serafini, 2010年） 日本人 Hiroshi Watanabe
- シリーズ Ho sposato uno sbirro 2（A.Barzini / RAI, 2010年） 韓国人ウェイター
- シリーズ Dove la trovi una come me（G.Capitani / RAI, 2011年）中国人株主